# Chỉ số giá sản xuất
Chỉ số giá sản xuất hay chỉ số giá bán của người sản xuất (thường được viết tắt là PPI từ các chữ cái đầu của các từ tiếng Anh producer price index) là một chỉ tiêu tương đối phản ánh xu hướng và đo lường mức độ biến động giá bán của các nhà sản xuất và nhà nhập khẩu trên thị trường sơ cấp vào một thời kỳ (thường là tháng) này so với thời kỳ khác.
Chính vì chỉ xét đến thị trường sơ cấp, nên cơ quan thống kê chỉ xem xét hai loại nhà sản xuất công nghiệp và nông nghiệp. Trên cơ sở đó có chỉ số giá bán của nhà sản xuất công nghiệp riêng và chỉ số giá bán của nhà sản xuất nông nghiệp riêng.